# Dicyrtoma serrata
Dicyrtoma serrata är en urinsektsart som först beskrevs av Jerry Allen Snider 1990.  Dicyrtoma serrata ingår i släktet Dicyrtoma och familjen Dicyrtomidae. Inga underarter finns listade i Catalogue of Life.